# Фомичёв, Василий Владимирович
Васи́лий Влади́мирович Фомичёв (род. 1972) — математик, доктор физико-математических наук, профессор факультета ВМК МГУ.

## Биография
Окончил с серебряной медалью среднюю школу № 1 в городе Троицке (1989). Окончил с отличием факультет ВМК МГУ (1994) и аспирантуру факультета ВМК МГУ (1997).
Защитил диссертацию «Робастное обращение линейных динамических систем» на степень кандидата физико-математических наук (1999).
Защитил диссертацию «Функциональные наблюдатели и наблюдатели состояния при неопределённости» на степень доктора физико-математических наук (2009).
Работает в Московском университете с 1997 года в должностях младшего научного сотрудника (1997–2000), старшего научного сотрудника (2000–2004), доцента (2004-2011), профессор (2011-2019) кафедры нелинейных динамических систем и процессов управления, с 2019 - заведующий кафедрой нелинейных динамических систем и процессов управления факультета ВМК МГУ.
С 2019 года заместитель декана факультета ВМК МГУ по научной работе.
Лауреат премии имени И. И. Шувалова I степени за научную работу (2007).
Лауреат Премии Правительства Российской Федерации 2012 года в области образования (15 ноября 2012 года) — за работу «Разработка и внедрение научно-методического комплекса организационных и научно-практических мероприятий, обеспечивающих повышение качества математического образования студентов инженерно-технических направлений и специальностей" (в коллективе)
Лауреат премии имени М. В. Ломоносова за педагогическую деятельность (2017).
Автор 12 книг и 128 научных статей. Подготовил 3-х кандидатов наук.